# Peloptulus phaeonotus
Peloptulus phaeonotus är en kvalsterart som först beskrevs av Koch 1844.  Peloptulus phaeonotus ingår i släktet Peloptulus och familjen Phenopelopidae. Inga underarter finns listade i Catalogue of Life.